# Лесные пожары в Южной Калифорнии
Лесные пожары в Южной Калифорнии (или Пожары в округе Лос-Анджелес) — стихийные массовые пожары, произошедшие в январе 2025 года в Южной Калифорнии.
Пожары начали распространяться 7 января 2025 года в агломерации Лос-Анджелеса и прилегающих районах. Пожары усугублялись очень низкой влажностью, продолжительной засухой, ураганными ветрами Санта-Ана, скорость которых в некоторых местах превышала 130 км/час.
7 января губернатор Калифорнии Гэвин Ньюсом объявил чрезвычайное положение. По состоянию на 11 января в результате лесных пожаров погибло 11 человек, было повреждено более 10 тысяч строений и около 180 000 человек были вынуждены эвакуироваться. По приблизительным данным, ущерб от лесных пожаров превышает $250 млрд.

## Предыстория
В ходе этих событий «ветры Санта-Ана» необычайной силы, порывы достигали от 80 до 130 км/ч (22-36 м/с) в округах Лос-Анджелеса и Вентура, включая близлежащие долины. По прогнозу, на возвышенностях более сильные ветра скоростью от 130 до 160 км/ч (36-45 м/с).
Национальная метеорологическая служба выпустила для округов Лос-Анджелес и Вентура предупреждение «красный флаг», указывающий на повышенную пожароопасность. В предупреждении подчёркивалось быстрое распространение огня из-за сочетания сильного ветра и низкой влажности. С конца лета 2024 года в Южной Калифорнии наблюдалась засушливость. К концу 2024 года значительная часть округа Лос-Анджелес находилась в состоянии умеренной засухи, что увеличило вероятность возникновения пожара.
Пожарная служба Лос-Анджелеса столкнулась с сокращением бюджета примерно на 17,6 млн долларов в 2024—2025 гг. Это сокращение, осуществлённое мэром Басс в июле 2024 года.

## Пожары
На состояние 10 января в регионе бушуют 4 крупных пожара, ниже приведён список.

### Палисейдс
Серьёзный пожар начался в районе Пасифик Палисейдс в Лос-Анджелесе и быстро распространился, охватив площадь в 2000 гектаров. Этот пожар потребовал эвакуации вдоль участков Pacific Coast Highway и прилегающих районов. Центр отдыха Westwood Recreation Center был преобразован в экстренное убежище.
К середине дня сообщалось, что пожар распространяется с такой скоростью, как будто каждые «три футбольных поля за минуту». Несмотря на сильный ветер, пожарные продолжали бороться с огнём в данных условиях.
Незамедлительные приказы об эвакуации были изданы для жителей Санта-Моники, живущих севернее бульвара Сан-Висенте. В 12:11 по тихоокеанскому времени 8 января власти города Малибу настоятельно рекомендовали всем жителям, которые ещё не покинули свои дома, подготовиться к эвакуации, так как пожар оставался неконтролируемым.
Приказы об эвакуации также были выданы для района Брентвуд в Лос-Анджелесе. Во время проверки состояния пострадавших в сгоревшем доме в Малибу были найдены человеческие останки. На данный момент обнаружено не менее шести тел.
По состоянию на 11:26 утра по тихоокеанскому времени 9 января, пожар уничтожил 17 234 акров (6 974 га; 26,928 квадратных миль; 69,74 км²).

### Итон
Сразу после 6:15 вечера по тихоокеанскому времени 7 января в Каньон Итон, расположенном в регионе Альтадена-Пасадина, был зафиксирован пожар. Первоначально сообщалось, что огонь охватил площадь в 8 гектаров. К 7:12 вечера площадь пожара увеличилась как минимум до 81 гектара. Капитан пожарной службы округа Лос-Анджелес Шейла Келлихер отметила, что огонь будет стремительно распространяться из-за сильного ветра. Через шесть часов пожар вырос до 400 гектаров. Из дома престарелых The Terraces at Park Marino эвакуировали 95 пожилых людей, на фотографиях было видно, что многие из них находились в инвалидных креслах и были одеты только в больничные халаты.
Позднее эвакуация была расширена на районы Пасадены, а также северные части Сьерра-Мадре и Аркадии. AltaMed Medical Center и несколько жилых домов в районе Hastings Ranch оказались «охваченными пламенем». В полдень огонь начал приближаться к жилым районам Пасадены. Для всего города Ла-Каньяда-Флинтридж был издан приказ об обязательной эвакуации. Пять человек погибли в результате пожара. Во второй половине дня 9 января огонь начал подбираться к горе Маунт-Уилсону, на которой расположена обсерватория, персонал которой ранее был эвакуирован.

### «Хёрст»
В 22:10 по тихоокеанскому времени 7 января департамент пожарной охраны Лос-Анджелеса сообщил о пожаре на площади 20 га в северной части Силмара, названном пожаром Хёрст. Пожар быстро распространялся, что привело к немедленной эвакуации всех районов к северу от автомагистрали Футхилл между улицей Роксфорд и развязкой автомагистралей Голден Стейт и Антилоп Вэлли. В 1:47 утра 8 января Калифорнийское управление лесного хозяйства и пожарозащиты сообщило, что пожар увеличился до 200 га. К 21:40 того же вечера пожар Хёрст расширился до 346 га. К 15:56 9 января Cal Fire сообщил, что пожар был локализован на 10 %. К 20:19 того же дня усилия по локализации пожара более чем утроились, и 37 % пожара было потушено. На следующий день локализация пожара достигла 70 %.

### «Кеннет»
Пожар «Кеннет» был впервые зарегистрирован 9 января в 14:30 по тихоокеанскому времени, начавшись вдоль тропы недалеко от бульвара Виктори в районе Вест Хиллс города Лос-Анджелес. Пожар быстро распространился на 20 га. Были запрошены ресурсы из округов Лос-Анджелес и Вентура. Обязательная эвакуация была объявлена для районов от улицы Ваноуэн на юг до бульвара Бербанк и от дороги Каунти Лейн на восток до бульвара Вэлли Сёркл. Дополнительные предупреждения об эвакуации были выпущены для районов восточнее Вэлли Сёркл и частей Оук Парк. Также по ошибке было выпущено предупреждение об эвакуации для всего округа Лос-Анджелес, а не для конкретной зоны, подверженной пожару, и это предупреждение было отправлено на мобильные телефоны по всему округу в виде экстренного сообщения. Супервизор округа Джанис Ханн вскоре подтвердила, что предупреждения были случайными, и было отправлено корректирующее сообщение.
К 17:30 по тихоокеанскому времени пожар распространился на площадь не менее 390 га и приближался к пригородам Калабасас и Хидден-Хиллс. Вскоре после этого губернатор Ньюсом объявил о направлении 900 дополнительных пожарных в этот район. Подозревается, что пожар был актом поджога, и один человек был арестован. Полиция (LAPD) в конечном итоге решила, что у них нет достаточных оснований задерживать его по подозрению в поджоге. По состоянию на 10 января погиб один человек от пожара «Кеннет».

## Причинённый ущерб

### Отключение света
К вечеру 7 января около 50 000 человек столкнулись с отключениями электроэнергии: 28 300 — в зоне обслуживания Департамента водоснабжения и электроснабжения Лос-Анджелеса и 21 699 — в зоне обслуживания компании Southern California Edison.
В одном только столичном районе Лос-Анджелеса количество отключений выросло до 200 000 примерно к 21:30 по тихоокеанскому времени, с сообщениями об отключениях в городах Лос-Анджелес, Глендейл, Пасадина и Бербанк.
К 8 января общее количество отключений электроэнергии в метрорайоне Лос-Анджелеса приблизилось к 400 000.
Метрополитен Лос-Анджелеса приостановил оплату проезда 8 января из-за периодических перебоев с электричеством, которые затрудняли покупку и загрузку проездных карт.

### Качество воздуха
Ветры принесли дым от лесных пожаров в Лос-Анджелес, что привело к нескольким «очень нездоровым» показателям индекса качества воздуха выше 200, при этом PM2.5 на станции Harrison ES достигло 184,1 (µg) мкг/м³, что в 36,8 раз превышает годовое значение, рекомендованное Всемирной организацией здравоохранения. Качество воздуха ухудшилось до 569 (µg) мкг/м³ в регионе, что представляет собой самую опасную категорию и требует избегания всех видов активности на открытом воздухе.
Пульмонолог из UCLA Мэй-Лин Вилгус ожидала, что жители Лос-Анджелеса будут страдать от жжения в глазах и раздражения из-за концентрированного дыма, и призвала жителей с хроническими заболеваниями, такими как ХОБЛ и астма, избегать всех видов активности на открытом воздухе и закрывать все двери и окна при работе кондиционеров. Президент городского совета Лос-Анджелеса Маркиз Харрис-Доусон сообщил, что видимость упала ниже одного квартала в южной части Лос-Анджелеса, и призвал жителей избегать вождения, если это возможно.

### Экономический ущерб
Согласно оценкам JPMorgan, опубликованным 9 января, страховые убытки от пожаров, вероятно, превысят 20 миллиардов долларов, что станет новым рекордом для страховых выплат, связанных с природными пожарами, в истории США. Эта сумма значительно превысит предыдущий рекорд в 12,5 миллиарда долларов застрахованных убытков, установленный в результате пожара Camp Fire 2018 года, как зафиксировано компанией Aon.
Общие убытки, по прогнозам JPMorgan, могут составить 50 миллиардов, из которых 20 млрд покрываются страховкой.
По прогнозам The Washington Post общая сумма убытков может достигнуть 150 миллиардов, что станет самым большим ущербом экономике Калифорнии в истории штата.

### Знаменитости, пострадавшие от стихии
Сгорели дома: Мэнди Мур, Кэри Элвеса, Юджина Леви, Билли Кристал, Пэрис Хилтон, Адама Броди, Лейтон Мистер, Энтони Хопкинса, Джеффа Бриджеса, Джона Гудмена, Майлза Теллера, Джеймса Вудса, Мела Гибсона, Дайаны Уоррен, Рики Лейк и Эда Харриса. Дом и ранчо юмориста Уилла Роджерса также были разрушены. Состояние здоровья режиссёра Дэвида Линча, страдавшего эмфиземой лёгких, резко ухудшилось и он умер через несколько дней после эвакуации из зоны пожаров.

### Закрытие школ и прочее
По меньшей мере 19 школьных округов Лос-Анджелеса объявили о закрытии школ. Университет Пеппердайн закрыл свои кампусы в Калабасасе и Малибу. Все школы в Объединенном школьном округе Лос-Анджелеса были закрыты 9 января из-за условий, связанных с пожаром, и разрушения двух начальных школ. Позже в тот же день, 9 января, школьный администратор округа Альберто М.Карвальо сообщил СМИ, что школы будут закрыты 10 января и «не возобновят работу, пока условия не улучшатся». Школы LVUSD были закрыты с 8 по 10 января из-за опасных условий и того, что некоторые из них находились в зонах добровольной или обязательной эвакуации.
7 января НАСА закрыло Лабораторию реактивного движения (JPL) в близлежащем Ла-Каньяда-Флинтридж, штат Калифорния, как минимум до 13 января из-за сильного ветра и надвигающегося огня из Пасадины, вынудив эвакуировать весь персонал, не являющийся сотрудниками экстренных служб. В связи с этим закрытием операции по созданию сети глубокого космоса НАСА были перенесены из основного комплекса в другое место. По состоянию на 8 января директор JPL Лори Лешин сообщила о незначительном ущербе от ветра и отсутствии ущерба от лесного пожара на объекте.

### Грабежи
Поступило несколько сообщений о том, что подростки и молодые люди грабят эвакуированные дома на фоне хаоса. По состоянию на 9 января за мародёрство было арестовано не менее 20 человек, хотя подробностей не сообщалось. Официальные лица осудили лутинг, в том числе инспектор округа Лос-Анджелес Кэтрин Баргер, которая уточнила, что мародёры «нацелились на уязвимые сообщества».
После нескольких арестов за грабежи Департамент шерифа округа Лос-Анджелес начал вводить комендантский час с 18:00 до 06:00 начиная с ночи 9 января.

### Инцидент с БПЛА
Беспилотник, незаконно работающий в запрещенном воздушном пространстве, столкнулся с пожарным самолётом Canadair CL-415 «Super Scooper». Столкновение произошло, когда самолёт работал над тушением пожара в Палисейдсе, что привело к повреждению самолёта и вынудило его приземлиться. Начальник пожарной службы округа Лос-Анджелес Энтони Марроне сообщил, что беспилотник вызвал дыру в крыле самолёта, выведя его из строя. Инцидент был сообщён Федеральному управлению гражданской авиации, которое начало расследование и рассматривало возможность применения мер к оператору(ам) дрона. Начальник Лесной службы США Рэнди Мур сообщил, что несколько частных беспилотников, летавших в несанкционированном воздушном пространстве, мешали тушению пожаров и подвергали риску команду пожарных.

## Водоснабжение
На момент первых лесных пожаров водохранилище на реке Санта-Инез, крупный компонент водной инфраструктуры Лос-Анджелеса, расположенный в верхней части Пасифик-Палисейдс и вмещающий 117 миллионов галлонов воды, было полностью опустошено из-за текущего ремонта разрыва его покрытия. Возобновление работы водохранилища было запланировано на февраль 2025 года. Бывший генеральный директор Департамента водоснабжения и энергоснабжения Лос-Анджелеса Мартин Адамс сообщил, что ремонтные работы продолжаются «довольно долго», и что обычно уровень воды в водохранилище поддерживают на более низком уровне в зимние месяцы, чтобы предотвратить застой воды и связанные с ним проблемы с концентрацией химических веществ и бактериальным ростом.
Хотя три водяных резервуара в районе Пасифик-Палисейдс были заполнены до своей вместимости около 3800 м³ каждый, эти запасы были исчерпаны к утру среды[когда?]. Десятки гидрантов в Пасифик-Палисейдс, по сообщениям пожарных, имели мало или совсем не имели напора воды во время начала тушения пожара в Палисейдс. Главный исполнительный директор Департамента водоснабжения и энергоснабжения Лос-Анджелеса, Жанис Киньонес, сообщила, что все пожарные гидранты в этом районе «пересохли» к трём часам утра по тихоокеанскому времени 8 января. Опустошение водяных резервуаров ухудшило недостаток давления в магистральных линиях города для транспортировки воды в более высокие районы, что привело к тому, что пожарные не могли добраться до насосных станций для помощи в транспортировке из-за распространения пожара, вышедшего из-под контроля. Департамент заявил, что сильные ветры сделали невозможным тушение пожара с воздуха, оказывая чрезмерное давление на систему пожарогидрантов. Киньонес сообщила, что реакция на пожары вызвала «огромную нагрузку на нашу [водную] систему», при этом «общественная водная система столкнулась с четырёхкратным увеличением обычной нагрузки». Запасы для тушения пожаров «опустошались трижды менее чем за 24 часа». Пожарное управление было вынуждено добавить 2100 литров в секунду в свои водопроводные линии, чтобы поддерживать достаточное давление воды.
Директор строительных служб округа Лос-Анджелес Пьетро Манцонетти направил своих сотрудников на доставку резервуаров с водой и дальнейшее распределение. Директор Лос-Анджелесских общественных работ Марк Пестрела попросил жителей выключить линии водоснабжения и газа, чтобы помочь в усилиях по тушению пожаров, а пожарные использовали бассейны для воды. Департамент водоснабжения и энергетики Пасадины выпустил уведомление о водной тревоге из-за осадков и повышенной мутности, а департамент водоснабжения и электроснабжения Лос-Анджелеса ввёл режим кипячения воды[уточнить]. Сильные повреждения канализационной системы округа и другой инфраструктуры были вызваны осадками и упавшими деревьями из-за пожаров и сильного ветра.

## Критика
В серии постов на своей платформе Truth Social избранный президент Дональд Трамп обвинил губернатора Калифорнии Гэвина Ньюсома в том, что политика штата в области управления водными ресурсами стала причиной нехватки воды для тушения пожаров. По его словам, губернатор уделял слишком много внимания защите рыбы-корюшки и слишком мало — подготовке к чрезвычайным ситуациям. Трамп утверждал, что пожарные гидранты в районе Пасифик-Палисейдс оказались пустыми именно по этой причине. Пресс-служба Ньюсома ответила, заявив, что такой декларации не существует и это «чистая фикция».
10 января 2025 года Ньюсом обратился к Джо Байдену, что стране необходимо устранить «ураганные ветры дезинформации» о пожарах.

## Реакция властей и помощь

### США
Избранный президент США Дональд Трамп обвинил в разрушительных пожарах «некомпетентный дуэт» Джо Байдена и Гэвина Ньюсома и призвал к отставке губернатора Калифорнии. Он, по словам Трампа, решил «защитить рыбу корюшку», а не жителей Лос-Анджелеса. В ответ на что Губернатор Калифорнии Гэвин Ньюсом призвал жителей следовать приказам об эвакуации и заявил будущей администрации Трампа, что «я здесь не для того, чтобы играть в политику», после того как он связался с президентом Байденом, чтобы получить федеральную пожарную помощь. «Без политики, без рукопожатий, без целования ног». Около 180 000 человек получили приказы об эвакуации. Президент Байден отменил свою поездку в Италию, чтобы сосредоточиться на отслеживании лесных пожаров в районе Лос-Анджелеса. Он также предложил любую федеральную помощь, необходимую для тушения пожара в Палисайде. Кроме того, вице-президент Камала Харрис призвала людей прислушаться к указаниям местных властей. Пользователи соцсетей раскритиковали городских властей Лос-Анджелеса и Департамент водоснабжения и энергетики за то, что они не обеспечили достаточное водоснабжение по всему городу во время пожара.

### Иностранная реакция
Премьер-министр Австралии Энтони Альбаниз заявил, что кадры из Лос-Анджелеса станут шокирующими для австралийцев, которые столкнулись с лесными пожарами и продемонстрировали влияние изменения климата на сезоны пожаров.

### Помощь
Пожарная служба округа Лос-Анджелес направила срочные запросы пожарным из округов Вентура, Оранж, Сан-Луис-Обиспо и Санта-Барбара на оказание помощи в тушении пожаров. Шеф Энтони Марроун заявил, что в 29 пожарных подразделениях округа не хватает персонала для борьбы с лесными пожарами. Калифорнийский департамент исправительных учреждений и реабилитации (CDCR) направил 395 пожарных, находящихся в заключении, в составе 29 бригад для оказания помощи в борьбе с огнём. Эти люди прошли обучение в Калифорнийском природоохранном лагере и работали бок о бок с профессиональными пожарными.
На дневной пресс-конференции Марроне сказал, что пожарные прибыли из других штатов: 60 команд из Орегона, 45 из штата Вашингтон, 15 из Юты, 10 из Нью-Мексико и неопределенное количество из Аризоны.